# John Ernst Worrell Keely
Pour les articles homonymes, voir Worrell (homonymie) et Keely.
John Ernst Worrell Keely (3 septembre 1837 – 18 novembre 1898) est un inventeur frauduleux américain de Philadelphie.
Il a affirmé avoir découvert une nouvelle force motrice qui a été initialement décrite comme force « éthérique » ou « vaporique ». Plus tard elle est décrite comme une force sans nom fonctionnant par « sympathie vibratoire », par laquelle on pouvait produire un « éther interatomique » à partir d'eau et d'air. Malgré les nombreuses demandes des actionnaires de la Keely Motor Company, qui avait été créée pour produire un moteur sur la base de son travail, il a toujours refusé de révéler les principes sur lesquels son moteur fonctionnait et a également refusé à plusieurs reprises de réaliser un produit commercial en prétendant qu'il avait besoin d'effectuer d'autres expériences.
Il a obtenu des investissements substantiels de nombreuses personnes, parmi lesquelles se trouvait John Jacob Astor IV.

## Biographie
Né à Chester (Pennsylvanie), John Keely était orphelin dans la petite enfance et a été élevé par ses grands-parents. Avant de devenir un inventeur, il a travaillé en tant que membre d'un orchestre de théâtre, comme peintre, menuisier, bonimenteur de carnaval et en tant que mécanicien.

## Carrière
En 1872, John Keely invite des scientifiques à assister à une démonstration dans son laboratoire au 1422 North Twentieth Street Philadelphie, d'une machine dont il affirmait qu'elle était mue par une force inconnue jusqu'alors. Il a annoncé qu'il avait découvert un principe pour la production d'énergie sur la base des vibrations musicales de diapasons et que la musique pouvait résonner avec des atomes ou avec l'éther. L'intérêt du public grandit et en quelques mois, la Keely Motor Company a été constituée à New York, avec un capital de 5 000 000 $, l'équivalent de 95 millions de $ de 2013.

## Les théories de John Keely
John Keely a donné une description des principes supposés de son processus, à plusieurs reprises.
En 1884, à la suite de la démonstration de son « pistolet vaporique » :

« Simplifiant le processus de tous ses termes techniques, il est tout simplement celui-ci : je prends l'eau et l'air, deux médiums de gravités spécifiques différentes, et sous l'effet d'une vibration ils produisent un éther inter-atomique. L'énergie de cet éther est sans limite et peut difficilement être comprise. La gravité spécifique de l'éther est environ quatre fois moindre que celle de l'hydrogène gazeux, le gaz le plus léger découvert à ce jour. »

— New York Times, 22 septembre 1884
Après une démonstration en juin 1885 :

« Voici une émanation d'éther interatomique par vibration. L'éther atomique vibre tout autour des molécules de la matière. Il est attaché par une force magnétique, et l'éther est assimilé par les agrégations atomiques moléculaires, grâce à une force d'attraction qu'il est difficile de décrire. Je l'appelle un négatif vibratoire. Elle ne se comporte pas comme un aimant attirant les métaux vers elle. Il y a un effet magnétique qui l'amène à adhérer par rotation vibratoire à différentes formes de la matière - c'est-à-dire moléculaire, atomique, éthérique ou de l'éther-éthérique. L'impulsion est donnée par des métaux, la puissance de rotation est donnée par vibration éthérique - qui est la force qui le maintient en place. »

— New York Times, 7 juin 1885
Au XIXe siècle, la plupart des physiciens pensaient que tout l'espace était rempli par un milieu appelé « éther » (ou « aether »), une substance hypothétique qui a été jugée nécessaire pour la transmission des ondes électromagnétiques et la propagation de la lumière, car on croyait cela impossible dans l'espace « vide ». En 1887, une expérience a été réalisée par Albert A. Michelson et Edward W. Morley pour tenter de confirmer l'existence de l'éther. L'expérience, appelée l'expérience de Michelson-Morley après coup, a choqué la communauté scientifique en donnant des résultats qui impliquent la non-existence de l'éther. Ce résultat a été utilisé plus tard par Albert Einstein pour réfuter l'existence de l'éther et développer la relativité restreinte,.

## Générateur éthérique
Le 10 novembre 1874, John Keely a fait une démonstration d'un « générateur éthérique » à un petit groupe de personnes de Philadelphie. Keely a soufflé dans une buse pendant 30 secondes, puis versé environ 20 l d'eau du robinet dans la même buse. Après quelques ajustements, un manomètre indique la pression de 10 000 psi ce qui selon Keely prouve que l'eau avait été désintégrée en une vapeur mystérieuse, et que celle-ci était capable d'alimenter des machines. Dans les démonstrations suivantes, il a changé la terminologie qu'il utilise pour « générateur vibratoire », « moteur hydro-pneumatique pulsatoire » ou « harmoniques négatives quadruples ». Il a été rapporté plus tard que les témoins de la manifestation ont été tellement impressionnés qu'ils ont formé une société anonyme, acheté les droits de brevet pour les six États de la Nouvelle-Angleterre et payé 50 000 $ en espèces pour leur part dans l'invention.
Le New York Times a rapporté en juin 1875, que la nouvelle force de John Keely a été créée à partir d'eau froide et d'air et a généré une vapeur « plus puissante que la vapeur d'eau, et beaucoup plus économique ». Le journal rapporte que Keely a refusé de divulguer ce qu'était la vapeur ou comment elle était générée jusqu'à ce qu'il ait des brevets dans "tous les pays du monde où les droits des brevets existent", ce qui a été estimé à environ 30 000 $.

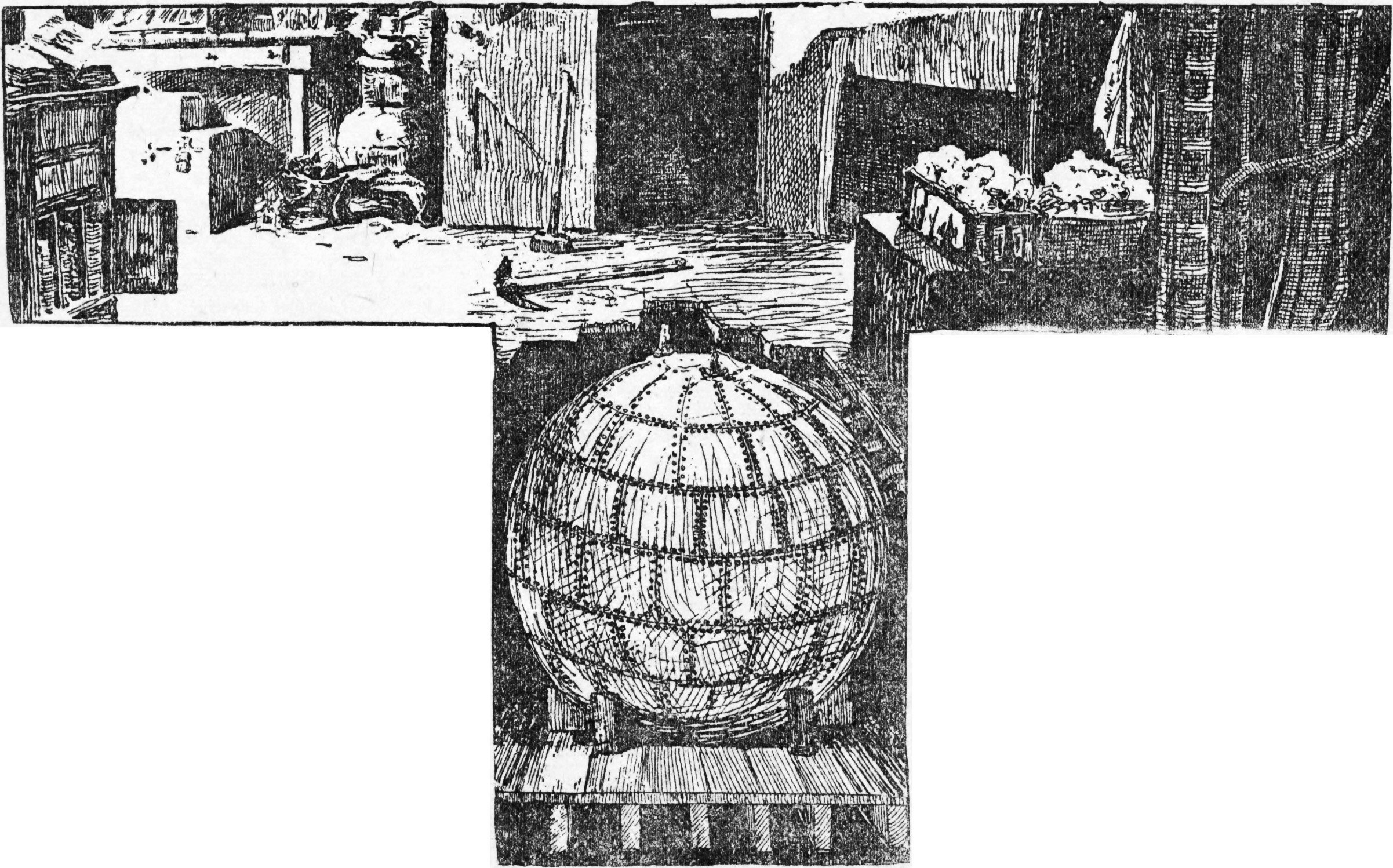
Sphère de 3 tonnes creusée sous le laboratoire de John Ernst Worrell Keely, après sa mort. Illustration de The Philadelphia Press, 19 janvier 1899.

John Keely a déclaré que la découverte de cette nouvelle source d'énergie était accidentelle. L'appareil par lequel elle a été générée a été appelé un "générateur" ou "multiplicateur", cette énergie a ensuite été envoyée dans un « récepteur » et de là vers les cylindres d'un moteur à vapeur. Le "générateur" a été signalé comme étant d'environ 3 pieds (0,91 m), en bronze autrichien (gunmetal) d'une seule pièce, et contenant de 37  à   45 litres d'eau. Son intérieur est composé de chambres cylindriques reliées par des tuyaux et équipées de robinets et de vannes. Le « récepteur » ou « réservoir » était d'environ 40 (1 000 mm) de long par 6 po (150 mm) de diamètre et connecté au "générateur" par un tuyau 1 po (25 mm) de diamètre. John Keely a affirmé que son appareil produisait sa "vapeur" d'eau uniquement par des moyens mécaniques sans utiliser de produits chimiques et a prétendu être en mesure de produire 2 000 psi en 5 secondes.